# Atlantocis canariensis
Atlantocis canariensis es una especie de coleóptero de la familia Ciidae.

## Distribución geográfica
Habita en las islas Canarias (España).